# Odore

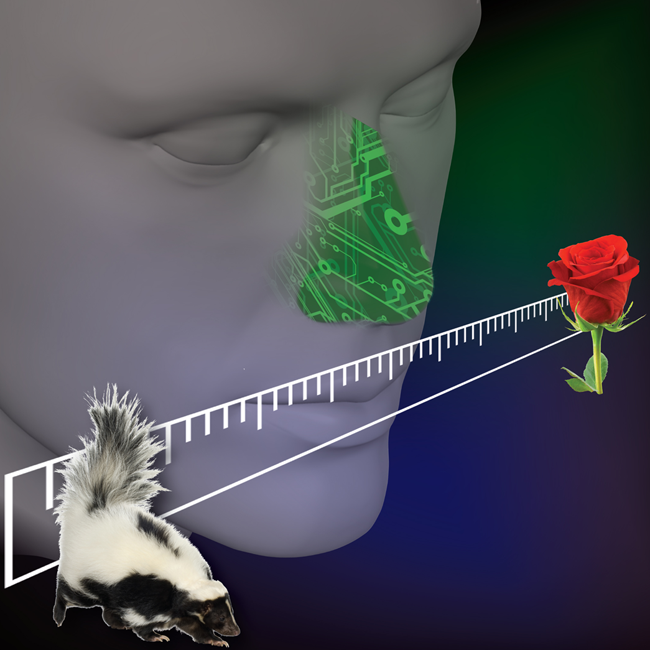
Una presumibile scala della piacevolezza degli odori secondo l'uomo

L'odore è un'esperienza sensoriale, causata da uno o più composti chimici volatilizzati anche ad una concentrazione molto bassa, che gli esseri umani o altri animali percepiscono con il senso dell'olfatto. L'odore è un'emanazione trasmessa principalmente dall'aria percepita dall'apparato olfattivo dell'uomo e degli animali in generale, e che può fungere da stimolo, conscio o inconscio, per richiamare ricordi, emozioni, bisogni o necessità.
Gli odori possono anche comunemente essere chiamati profumi, con riferimento a odori piacevoli. Cattivo odore e puzza vengono utilizzati specificamente per descrivere l'odore sgradevole. I termini fragranza e aroma sono utilizzati rispettivamente dall'industria cosmetica e alimentare.

## Causa
L'odore è causato dalle molecole odoranti dissolte in aria ed è quindi un "senso chimico" in quanto utilizza, come informatori, le specifiche sostanze chimiche. La vasta gamma degli odori deriva dai vari tipi di residui organici emanati, che entrano in contatto e vengono recepite dal naso. Composti inorganici poco volatili come molti sali non hanno odori, altri come bromo, cloro, idrogeno solforato, anidride solforosa, ammoniaca, producono invece odori caratteristici.

## Modalità
La percezione di un odore avviene essenzialmente in due diversi modi, uno strettamente fisiologico, l'altro psicologico.
Il processo fisiologico è attivato dai recettori presenti nel naso, che vengono attivati dalle molecole odoranti dissolte nell'aria. I recettori, stimolati in maniera differente dai differenti tipi di sostanze chimiche, generano stimoli elettrici, che vengono inviati alla specifica regione del cervello umano responsabile del "sentire l'odore". Il cervello decodifica il segnale e lo associa, attraverso la memoria, alle varie sostanze conosciute.
Il processo psicologico è attivato invece dalle esperienze, dai ricordi, dalle emozioni che ognuno di noi associa ad un determinato odore. L'esempio del ricordo olfattivo è particolarmente significativo: un odore può spingere il nostro cervello a richiamare immagini del passato, attivando associazioni e stimoli emotivi, in base alla interazione tra la struttura olfattiva e il sistema limbico, che è quella zona del cervello da cui passano le nostre emozioni.

## Misura
La misurazione dell'odore è essenziale per la regolazione ed il controllo degli odori. Una emissione di odore è spesso costituita da una miscela complessa di molti composti odorosi, ma il monitoraggio analitico di singoli composti chimici presenti in tale odore non è di solito pratico. Di conseguenza i metodi sensoriali, invece dei metodi strumentali, sono normalmente utilizzati per misurare tale odore.
I metodi sensoriali sono utilizzati per controllare l'odore sia dalle emissioni di origine che nell'aria ambiente. Queste due circostanze diverse richiedono approcci diversi per la misurazione degli odori. La raccolta di campioni d'odore è più facilmente realizzabile per una sorgente di emissione di un odore piuttosto che nell'aria ambiente.
Misure sul campo con olfattometri portatili sembrano efficaci, ma l'uso campale non è regolamentato in Europa, mentre è popolare negli Stati Uniti e in Canada, dove diversi Stati membri fissano dei limiti ai siti recettoriali o lungo il perimetro delle piante che emettono odori, espresso in unità di diluizione a soglia (D/T).
Diversi aspetti dell'odore possono essere misurati attraverso un certo numero di metodi quantitativi, quali la valutazione della concentrazione o intensità apparente.
Il primo ingresso in una stanza fornisce il rilevamento più accurato di odore, prima che l'assuefazione cominci a cambiare la percezione di odori.
La sensazione di odore ha quattro proprietà relative alla soglia di tolleranza: concentrazione di odore, intensità d'odore, qualità d'odore e tono edonico.
La misura obiettiva ed analitica di un odore è comunque difficile: la sensibilità ad un odore, ed i ricordi che esso stimola, sono molto personali, e le reazioni a tale odore sono collegate all'età, al sesso, allo stato di salute.
In molti casi inoltre la sensazione dell'odore non è facilmente distinguibile da quella del sapore, essendo ambedue aspetti complementari associati mentalmente ad un cibo, ad una sensazione o in generale ad un materiale o un oggetto. Esistono diverse tecniche per la misura dell'impatto da odori in atmosfera.
Oggi esistono diverse tecnologie che consentono di abbattere gli odori o monitorarne la concentrazione in tempo reale (nasi elettronici). L'utilizzo di algoritmi di intelligenza artificiale è in grado di migliorare le tecniche di gestione degli odori ambientali.

## Decodifica di un odore
Per la maggior parte delle persone, il processo di sentire un odore fornisce poche informazioni riguardo agli ingredienti di una sostanza, ma offre soltanto informazioni relative all'impatto emotivo. Tuttavia, ci sono persone, quali i sommelier o gli esperti di profumi, che sono in grado di distinguere i diversi prodotti chimici nelle miscele complesse semplicemente sentendone l'odore.

## L'odore corporeo
L'odore emanato dal corpo rappresenta uno degli elementi principali di attrazione sessuale e, attraverso i feromoni, può scatenare un desiderio erotico spesso non comprensibile a livello logico.
Per coprire il proprio odore, è pratica sociale quella di utilizzare profumi ed essenze nel tentativo di mascherare le emanazioni più comuni con il rischio, tuttavia, di produrre degli odori estremamente sgradevoli. È consigliabile, quindi, lavarsi con maggiore frequenza evitando di ricorrere all'uso di profumi artificiali.